# Mistshenkoana polyphemus
Mistshenkoana polyphemus är en insektsart som beskrevs av Andrej Vasiljevitj Gorochov 2008. Mistshenkoana polyphemus ingår i släktet Mistshenkoana och familjen syrsor. Inga underarter finns listade i Catalogue of Life.